# Carl von Brandenstein
Carl (oder Karl) Eduard Franz Moritz Christoph Freiherr von Brandenstein (* 15. September 1875 in Pegau, Königreich Sachsen; † 23. Juli 1946 in Woltersdorf bei Berlin) war ein deutscher Verwaltungsjurist und Politiker (SPD). Er war 1920–21 erster Innenminister und 1921–22 Justizminister des Landes Thüringen. Von 1921 bis 1923 war er Vorsitzender des Republikanischen Reichsbundes.

## Leben
Seine Eltern waren der  sächsische Offizier Karl Christoph Albert von Brandenstein (* 7. Februar 1851) und dessen Ehefrau Elisabeth Quantius aus Altenburg. Die evangelische Familie von Brandenstein gehörte zum Thüringischen Uradel. Carl wuchs in Prößdorf bei Lucka im damaligen Herzogtum Sachsen-Altenburg auf. Zwischen 1885 und 1894 besuchte er das Gymnasium in Altenburg. Anschließend studierte er Geschichte und Rechtswissenschaft an der Eberhard Karls Universität Tübingen. 1895 wurde er im Corps Borussia Tübingen aktiv. Als Inaktiver setzte er sein Studium an der Georg-August-Universität Göttingen und der  Rheinischen Friedrich-Wilhelms-Universität Bonn fort. 
Das erste Staatsexamen legte er am Oberlandesgericht Köln ab, anschließend leistete er 1901–02 als Einjährig-Freiwilliger seinen Militärdienst und absolvierte das Gerichtsreferendariat im Rheinland. Von 1904 bis 1906 folgte das Regierungsreferendariat beim Regierungspräsidium in Merseburg. Nach dem zweiten („großen“) Staatsexamen 1906 wurde er in den preußischen Staatsdienst übernommen und 1907 als Regierungsassessor und Stellvertreter des Polizeipräsidenten nach Danzig versetzt. Ab 1908 leitete er vier Jahre lang das Wege- und Eisenbahnbaudezernats bei der Hannoverschen Provinzverwaltung, wo er zugleich stellvertretender Staatskommissar für die Börse und Ausbildungsleiter für Regierungsreferendare war. Es folgte von 1912 bis 1917 eine Tätigkeit als Landrat des Kreises Bleckede im Regierungsbezirk Lüneburg (unterbrochen durch seine Kriegsteilnahme 1914–15, während der er zum Hauptmann befördert wurde).
Ab Ende 1917 war Carl von Brandenstein Staatsrat und Vorsteher der Ministerialabteilung für das Innere des Fürstentums Reuß jüngerer Linie in Gera. Er näherte sich der SPD an und war während der Novemberrevolution 1918 Vorsitzender des Vollzugsausschusses des Arbeiter- und Soldatenrates in Gera sowie nach der Abdankung des Fürsten Minister des Freistaats Reuß jüngerer Linie. Die beiden Reußischen Freistaaten vereinigten sich im April 1919 zum kurzlebigen Volksstaat Reuß, dessen Regierung von Brandenstein zusammen mit dem Liberalen William Oberländer aus Greiz (Reuß älterer Linie) führte. 
Nach der Gründung des Landes Thüringen im Mai 1920 war Brandenstein in der kommissarischen Regierung für den Aufbau der Landespolizei zuständig. Von November 1920 bis Oktober 1921 war er Innenminister im Kabinett Paulssen I. Die scharfe Kritik der rechten Opposition an der Polizeipolitik Brandensteins, zu dem auch der Koalitionspartner DDP auf Distanz ging, führte zum Ende der liberal-sozialdemokratischen Regierung. Anschließend bildeten MSPD und USPD das Kabinett Frölich I, in dem Brandenstein bis zu seinem Rücktritt im Oktober 1922 als Justizminister amtierte. Brandenstein gehörte im März 1921 zu den Gründern des Republikanischen Reichsbundes und wurde sein erster Vorsitzender (bis 1923, danach war er bis 1927 dessen Gauleiter in Thüringen). Im September 1921 trat er der SPD bei, wenig später auch dem republikanischen Reichsbanner Schwarz-Rot-Gold. In diesem wirkte er als „technischer Gauleiter“ für Thüringen und gehörte dem Reichsausschuss an. 
Er zog sich 1927 mit 52 Jahren aus der Politik zurück und legte alle Ämter nieder. Seinen Alterssitz nahm er zunächst in Berlin, ab 1930 in Woltersdorf-Schönblick an der südöstlichen Stadtgrenze Berlins. Nach Ende des Zweiten Weltkriegs war er 1945 kurzzeitig Staatsanwalt beim Amtsgericht Rüdersdorf. In der Sowjetischen Besatzungszone bekleidete er  Ehrenämter in der Woltersdorfer Kommunalpolitik, u. a. als Vorsitzender der Gemeindekommission für die Durchführung der Bodenreform und als Schiedsmann. Er starb mit 70 Jahren.
Seine Ehefrau war Erika aus der briefadeligen Familie Jacobi von Wangelin, Tochter des Georg Jacobi von Wangelin und der Adelaide von Haeseler. Die Witwe lebte in Woltersdorf bei Erkner.